# NGC 2258
NGC 2258 is een lensvormig sterrenstelsel in het sterrenbeeld Giraffe. Het hemelobject werd op 1 augustus 1883 ontdekt door de Duitse astronoom Ernst Wilhelm Leberecht Tempel.

## Synoniemen
- UGC 3523
- MCG 12-7-16
- ZWG 330.15
- PGC 19622